# Maria Lang
Maria Lang er et pseudonym for Dagmar Maria Lange (31. marts 1914 i Västerås – 9. oktober 1991) i Nora), Sverige. Hun var en svensk forfatterinde, som primært gjorde sig bemærket med et meget omfattende forfatterskab indenfor krimigenren, hvor hun udsendte en ny roman årligt lige siden sin debut.
Hun anses for at være Sveriges første krimdronning og var blandt de tretten stiftende medlemmer af Svenska Deckarakademin blev stiftet i 1971. Dagmar Lange havde en doktorgrad i litteratur og udover kriminalromaner skrev hun filmmanus, skuespil og avisartikler, blandt andet om opera. I årene 1948–1972 var hun rektor for pigeskolen  Nya elementarskolan i Stockholm.

## Forfatterskab
Dagmar Lange skrev sin disputats om forfatteren Pontus Wikner i 1946 og blev ansat ved ’’Nya elementarskolan’’ i 1948. Hun skrev sin første kriminalroman under pseudonymet Maria Lang i 1949 med titlen Mördaren ljuger inte ensam (dansk titel: Morderen lyver). Her introducerede hun sin heltinde i de første 10 bøger, Puck samt vennerne Christer Wijk, der er kriminalkommissær og Ejner Bure, kaldet Eje. Puck bliver senere gift med Eje, men fortsætter med at opspore mysterier, som hun hjælper Wijk med at opklare. I begyndelsen af 1960’erne møder Wijk operasangerinden Camilla Martin og bliver gift med hende, hvorefter Puck og Eje forsvinder fra serien. I alt nåede Lange at skrive 43 bøger med Wijk, hvoraf de ti første med Puck som "assistent" normalt omtales som de mest interessante.  Indtil Maj Sjöwall og Per Wahlöö udgav deres debutroman Roseanna i 1965 var Lang den mest læste svenske kriminalforfatter med sine puslespilsromaner a´la Agatha Christie. Men med politiromanens ankomst blev Lang trængt i baggrunden af Sjöwall/ Wahlöö og deres efterfølgere.  Den kendte kritiker Karl G. Fredriksson skrev i en længere analyse af hendes bøger: "I det øjeblik, hvor Camilla holder sit indtog i bøgerne i stedet for Puck, sker der også noget, som er katastrofalt for selve deres livsnerve som krimier." Efter Camillas indtog, ankom også Maria Langs søster, derefter hendes nevø og en række bekendte, som blev integreret i romanernes handling. Hendes leg med identiteter omfattede også en kvindelig kriminalforfatter, som trådte ind på scenen som Wijks hjælper i de senere romaner. Denne forfatter kaldte hun Almi Graan, som er et anagram for Maria Lang. Hun benyttede også kendte personer, blandt andet som medspillere til Camilla Martin i Stockholms opera. En af disse virkelige personer er Ulrik Cold. Hun placerede også anmeldere og litteraturkritikere i handlingen. Disse blev ofte blev udstillet i et negativt lys.
Trods stadig dårligere anmeldelser, havde hun et stort og trofast publikum, især hjemme i Sverige. Ud over Wijk – serien skrev hun også børnebøger. Efter sin død blev hun dog næsten glemt, da femikrimien, med fremtrædende svenske repræsentanter i Liza Marklund og Camilla Läckberg blev populær i Skandinavien. I de sidste år af sit liv blev hun stærkt optaget af overtro og mystik, og hun vandrede ofte ensom i skovene ved Nora.  Hendes død affødte teorier om både selvmord og mord, men skyldtes officielt medicin- og alkoholmisbrug. 

## Filmatiseringer
Seks af de tidligste romaner er blevet filmatiseret. Den første Morderen lyver havde premiere i de svenske biografer den 8. marts 2013. Filmene foregår i Bergslagen i 1950erne. Puck Ekstedt (senere gift Bure) spilles af Tuva Novotny, Einar Bure af Linus Wahlgren og Christer Wijk af Ola Rapace